# Black Birders Week
Black Birders Week (semana de los observadores de aves negros) es una serie de eventos en línea de una semana de duración para celebrar a los entusiastas de la naturaleza negros (incluidos estudiantes y científicos profesionales) y para aumentar la visibilidad de los observadores de aves negros, que enfrentan desafíos y peligros únicos cuando realizan actividades al aire libre. El evento inaugural tuvo lugar del 31 de mayo al 5 de junio de 2020. La semana de eventos fue organizada por un grupo de profesionales y estudiantes de STEM conocidos como el colectivo BlackAFinSTEM después del incidente del observador de aves de Central Park. 

## Origen
Black Birders Week se anunció en Twitter el 29 de mayo de 2020. La iniciativa fue impulsada en parte por el incidente del observador de aves de Central Park, y luego de episodios recientes de asesinatos y brutalidad policial contra negros estadounidenses como Ahmaud Arbery, Breonna Taylor y George Floyd. El evento de una semana fue concebido y organizado por miembros de un grupo de profesionales y estudiantes de ciencia, tecnología, ingeniería y matemáticas (STEM) conocido como colectivo BlackAFinSTEM, fundado por Jason Ward. Los cofundadores incluyen a Anna Gifty Opoku-Agyeman, Sheridan Alford, Danielle Belleny, Chelsea Connor, Joseph Saunders y Tykee James. Según Opoku-Agyeman, el objetivo de la iniciativa es "normalizar el hecho de que las personas negras existen en la comunidad de observación de aves y ciencias naturales".

## Serie 2020
La serie de eventos, que se desarrolló del 31 de mayo al 5 de junio y se centró en el hashtag #BlackBirdersWeek en Twitter e Instagram, fue respaldada y promovida por varios grupos de defensa, organizaciones de conservación y agencias gubernamentales, entre ellas: la National Audubon Society, la Asociación estadounidense de observadoes de aves, la American Bird Conservancy, la Asociación estadounidense de educación ambiental, el Refugio nacional de vida silvestre, el Servicio de Parques Nacionales de los Estados Unidos, la Comisión costera de California, Outdoor Afro, la revista Orion, y la Sociedad americana de ecología.
La serie de eventos contó con el anfitrión de Birds of North America Jason Ward, el biólogo y autor de vida silvestre J. Drew Lanham, la conservacionista de vida silvestre Corina Newsome, el coordinador de asuntos gubernamentales de la Sociedad Nacional Audubon Tykee James y la herpetóloga y comunicadora científica Earyn McGee. La serie 2020 también fue destacada por varios medios de comunicación populares y científicos y medios de comunicación, incluidos: CNN, Forbes, The Guardian, Science, Scientific American, National Geographic, la revista Smithsonian, y NPR. En respuesta a la serie 2020, la Federación nacional de vida silvestre planeó dedicar parte de sus programas de becas e Internados para la Conservación a jóvenes biólogos de color.